# Batalha de Westport

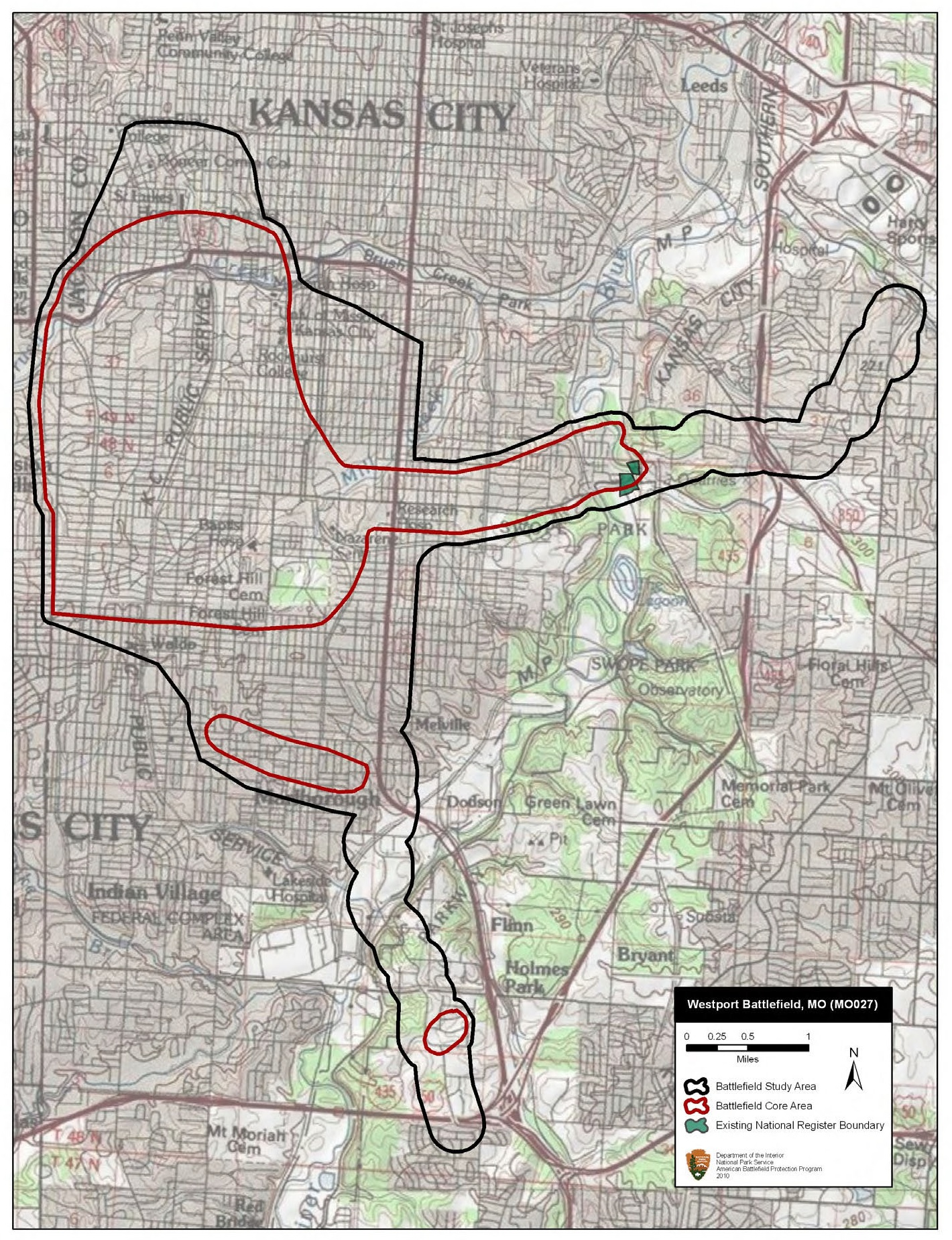
Mapa da Batalha de Westport
durante a Guerra Civil Americana.

A Batalha de Westport, às vezes chamada de "Gettysburg do Oeste", foi travada em 23 de outubro de 1864, onde hoje se encontra a cidade de Kansas, Missouri, durante a Guerra Civil Americana. As forças da União sob comando do Major General Samuel R. Curtis derrotaram decisivamente uma força Confederada em menor número sob comando do Major General Sterling Price.
Esse confronto foi o ponto de virada da Expedição de Price ao Missouri, forçando seu exército a recuar. A batalha encerrou a última grande ofensiva confederada a Oeste do rio Mississippi e, durante o restante da guerra, o Exército dos Estados Unidos manteve um controle sólido sobre a maior parte do Missouri. Essa batalha foi uma das maiores a ser travada a Oeste do rio Mississippi, com cerca de 22.000 soldados da União, 8.500 Confederados, e cerca de 1.500 mortos, feridos ou presos em ambos os lados.

### Participantes diretos e indiretos
- John McNeil
- Iron Brigade
- Thomas Carney
- Edmund G. Ross
- George Dietzler
- Egbert B. Brown
- Charles W. Blair
- Wild Bill Hickok
- Joseph O. Shelby
- Thomas Moonlight
- Thomas Moonlight
- M. Jeff Thompson
- Preston B. Plumb
- James Henry Lane
- John S. Marmaduke
- John Calvin McCoy
- William Rosecrans
- Alfred Pleasonton
- Alfred Pleasonton
- James Hobart Ford
- Frederick Benteen
- Sidney D. Jackman
- Samuel C. Pomeroy
- John Finis Philips
- Samuel J. Crawford
- James Fleming Fagan
- Charles R. Jennison
- Andrew Jackson Smith
- William Lewis Cabell
- John Lourie Beveridge
- Thomas Caute Reynolds
- Thomas Theodore Crittenden

### Eventos, locais e instituições relacionados
- Swope Park
- Velho Oeste
- Fort Leavenworth
- Território indígena
- Exército do Tennessee
- Batalha de Mine Creek
- Batalha de Little Bighorn
- Batalha de Byram's Ford
- Batalha de Fort Davidson
- Batalha de Little Blue River
- Batalha de Marais des Cygnes
- Segunda Batalha de Newtonia
- Segunda Batalha de Lexington
- Segunda Batalha de Independence
- Lista de batalhas da Guerra Civil Americana
- Teatro Trans-Mississippi da Guerra Civil Americana